# 리브 포 라이프
《리브 포 라이프》(Vivre Pour Vivre, Live For Life)는 프랑스에서 제작된 끌로드 를르슈 감독의 1967년 영화이다. 이브 몽땅 등이 주연으로 출연하였고 조지 덩시거스 등이 제작에 참여하였다.
원제명은 〈살기 위하여 산다〉이다. 뉴스 취재의 고단하고 격심한 작업에는 아내의 애정만으로는 그 위로가 부족할 수밖에 없다. 별개의 신선한 사랑 없이는 살아갈 수가 없다고 마음먹고 있는 남자의 생활습관을 도덕적인 비판 없이 감독 르루시는 그려 나간다. 가장 첨단적인 직업인의 생활방식이 화려한 표현과 기교로 그려지므로 매우 재미있게 감상되지만 그 흥미는 사진기 조작과 색채플랜의 신선함·화려함에 그친다. 살기 위하여 산다고 하는 인간은 살아 있는지 마비되어 있는지 알 수 없다. 너무나도 지나치게 기교를 추구하고 있기 때문에 그만 '인간'을 보지 못하고 놓치고 마는 것일 수도 있다.

## 줄거리
텔레비전 뉴스의 취재기자 로베르(몽탕)는 아내(지라르도)와의 가정생활 외에 신선(新鮮)한 연인과의 정사(情事)를 필요한 것으로 본다. 아프리카의 야수 사냥의 취재 때 파리 대학의 유학생인 미국인 처녀(버겐)를 데리고 갔는데, 2주일 간의 스릴과 정사(情事)에 열중한다. 파리로 돌아가서는 아내와 암스테르담으로 휴가를 즐기러 가는 데 미국인 처녀가 뒤따라 온다. 하는 수 없이 2일간은 아가씨와 함께 보낸다. 그러나, 아내가 화를 냈기 때문에 별거하게 되었는데 그로 말미암아 미국처녀와는 1개월 간이나 같이 살 수 있었으며, 베트남으로 취재하러 가는 로베르와 작별한 처녀는 미국으로 돌아간다. 베트남에서 돌아와 보았더니 아내에게는 연인같은 남자가 있었는데 피로한 몸의 로베르를 오히려 부드럽게 품어 주었다.

## 출연

### 주연
- 이브 몽땅
- 캔디스 버겐

### 조연
- 애니 지라르도
- 이렌느 튕크
- 아눅 페르작

## 기타
- 협력프로듀서: 로버트 아몬
- 의상: 이브 생 로랑